# Ternstroemia lehmannii
Ternstroemia lehmannii là một loài thực vật có hoa trong họ Pentaphylacaceae. Loài này được (Hieron.) Urb. miêu tả khoa học đầu tiên..